# Ezechias Heringer
Ezechias Paulo Heringer (Manhuaçu, 1905-1987) foi um engenheiro agrônomo e ambientalista.

## Biografia
De ascendência alemã, Ezechias se formou engenheiro agrônomo pela Escola Superior de Agricultura de Lavras em 1938 e iniciou seu trabalho ainda em Minas Gerais até se mudar para o Distrito Federal em 1960. 
Foi pioneiro no estudo do Cerrado e suas orquídeas, dedicando sua vida para catalogar e preservar as espécies que ali coletou.
Em sua homenagem, há um parque no Distrito Federal – o Parque Ecológico Ezechias Heringer – que abriga centenas de espécies de plantas, entre árvores, arbustos, flores, trepadeiras e cerca de 100 espécies de orquídeas catalogadas e é refúgio para algumas espécies de répteis, pequenos roedores e diversos tipos de pássaros.
A área onde está localizado o parque foi um dos locais do Distrito Federal em que Ezechias mais atuou, tendo observado variedades raras de orquídeas típicas do Cerrado e nativas desta região. Dentro do parque, há um orquidário, que recebeu o nome da sua esposa Barjout Mirray Heringe. 